# Hideki Matsui
Hideki Matsui (松井 秀喜 en japonés, romanji: Matsui Hideki; Neagari, 12 de junio de 1974) es un exbeisbolista japonés, que jugó en las Grandes Ligas.
Comenzó su carrera profesional en los Yomiuri Giants, donde permaneció 10 temporadas, tras lo cual fue fichado por los New York Yankees, iniciando, de tal modo, una más que brillante carrera en las grandes ligas.
A lo largo de su andadura americana, Matsui, llegó a jugar en otros equipos además de los "Yankees", si bien fue este en el que se convirtió en toda una leyenda así como finalmente sería donde llegó su retiro oficial y definitivo en 2013, el 28 de julio.

## Trayectoria
Comenzó su carrera profesional en Japón con el equipo de los Gigantes de Yomiuri y en 2003, se estrenó en el equipo de Nueva York. Matsui es uno de los bateadores japoneses más temido por los lanzadores gracias a su gran destreza y poder con el bate. Su llegada a los yankees fue una de las noticias más importantes en ese año, solo se ha lesionado una vez desde su debut en las grandes ligas.
En la Serie Mundial de  2009 jugando como  Bateador Designado, logró alzarse con el premio de Jugador Más Valioso al lograr 8 carreras con 3 home runs contra los phillies de Filadelfia. Convirtiéndose así en el primer japonés en obtener este galardón, empató además la marca de carreras producidas en un juego que ostentaba Bobby Richardson, también de los Yankees, desde 1960.
Se retiró del béisbol en 2013.

## Curiosidades
- En Japón, Matsui, pronto se ganó el apodo de "Godzilla". El origen de tan llamativo nombre fue cierta, y despectiva, licencia tomada por los aficionados al béisbol en relación con los problemas de piel sufridos por Matsui desde el comienzo de su carrera, sin embargo pronto cambio todo y su apodo paso a referenciar su potentísima pegada con el bate.[1]

- Matsui tuvo un cameo en el filme Godzilla x Mechagodzilla (2002).[2][3]